# Gayam Lor
Gayam Lor is een bestuurslaag in het regentschap Bondowoso van de provincie Oost-Java, Indonesië. Gayam Lor telt 2410 inwoners (volkstelling 2010).